# Dolores Chaplin
 (mars 2015).
Si vous disposez d'ouvrages ou d'articles de référence ou si vous connaissez des sites web de qualité traitant du thème abordé ici, merci de compléter l'article en donnant les références utiles à sa vérifiabilité et en les liant à la section « Notes et références ».
Pour les articles homonymes, voir Chaplin (homonymie) et Famille Chaplin.
Dolores Chaplin, née le 28 juillet 1976 à Londres, est une actrice franco-américaine.
Elle appartient à une longue lignée d'artistes : fille de Michael Chaplin et Patricia Betaudier, et est la sœur de Carmen Chaplin, Kathleen Chaplin, Tracy Chaplin et George Chaplin.
Dolores est la petite-fille de l'acteur, réalisateur et producteur Charlie Chaplin et de Oona O'Neill et l'arrière-petite-fille du dramaturge Eugene O'Neill.

## Biographie

### Jeunesse & famille
Son père, Michael Chaplin (né le 7 mars 1946 à Santa Monica) est un acteur américain, fils aîné de Charlie Chaplin et Oona O'Neill. Sa mère Patricia Betaudier, est une peintre française.
Née à Londres le 28 juillet 1976, elle a grandi en Espagne, en Suisse et en France.
Elle travaille actuellement entre les États-Unis, l'Angleterre et la France.
Dolores a reçu une formation à New York avec Susan Batson et Bob McAndrew.

### Carrière
Sa carrière d’actrice a commencé avec le réalisateur Wim Wenders dans Jusqu'au bout du monde.
En France, Dolores a travaillé avec des réalisateurs comme Patrice Leconte, Emmanuel Mouret, Benoît Jacquot et Jean-Philippe Toussaint.
En 2007, elle fait une apparition dans Les Faussaires, réalisé par Stefan Ruzowitzky, qui a remporté l’Oscar du meilleur film étranger.
Plus récemment, elle a travaillé avec Gérard Depardieu dans le dernier épisode de la suite Astérix, réalisé par Laurent Tirard et apparaît dans le film d’Olivier Assayas Après mai.
Elle vient de terminer le tournage du court métrage Tryst in Paname réalisé à Paris par sa sœur Carmen Chaplin, aux côtés de Bambou qui y tient un rôle d'invitée vedette.
En novembre 2011, Dolores et sa sœur Carmen ont accepté de soutenir aux côtés de Harvey Weinstein la première du film français The Artist à Beverly Hills.

## Filmographie

### Cinéma
- 1991 : Le Moulin de Daudet de Samy Pavel
- 1991 : Arsène né terrien de Laurent-Pierre Paget
- 1992 : Cendre d'or de Jean-Philippe Écoffey
- 1994 : La Folie douce de Frédéric Jardin
- 1999 : La Patinoire de Jean-Philippe Toussaint
- 2000 : Laissons Lucie faire ! d'Emmanuel Mouret
- 2002 : Rue des plaisirs de Patrice Leconte
- 2005 : Ennemis publics de Kader Ayd
- 2008 : Un homme et son chien de Francis Huster
- 2012 : Astérix et Obélix : Au service de Sa Majesté de Laurent Tirard
- 2012 : Après Mai d'Olivier Assayas
- 2014 : La Rançon de la gloire de Xavier Beauvois

### Télévision
- 1997 : Highlander : Duende (saison 5, épisode 14 : Flamenco)
- 2011 : Les Faux-monnayeurs de Benoît Jacquot

Dolores Chaplin a aussi fait une apparition dans le clip de Modern Times par J-Five (qui fait référence à son grand-père).